# Annemie Van de Casteele
Anne Marie Rita (Annemie) Van de Casteele (Beernem, 15 mei 1954) is een voormalige Belgische politica.

## Levensloop
Annemie Van de Casteele groeide op in Knesselare. Ze volgde humaniora aan het Lyceum Hemelsdaele in Brugge en behaalde in 1977 een licentie in de farmaceutische wetenschappen en in 1984 een licentie in de staats- en bestuurswetenschappen aan de Rijksuniversiteit Gent. Sinds 1977 werkt zij als apotheker, een beroep dat ze ging uitoefenen in verschillende dorpen in de streek van Aalst en het Pajottenland.
Via haar deelnames aan de IJzerbedevaart kwam zij in aanraking met de Vlaamse Beweging en in 1980 sloot Van de Casteele zich aan bij de lokale afdeling van de Volksunie in Affligem, waar ze van 1982 tot 2000 in de gemeenteraad zetelde.
Van 1988 tot 1989 was Van de Casteele tevens perschef van federaal staatssecretaris Jef Valkeniers en van 1989 tot 1995 kabinetschef van Brussels staatssecretaris Vic Anciaux. Bovendien was ze van 1989 tot 1995 nationaal ondervoorzitter van de Volksunie. Ook was ze van 1993 tot 1995 lid van de raad van bestuur van de Nationale Delcrederedienst (ONDD) en van 1993 tot 1998 lid van de raad van bestuur van het Centrum voor gelijkheid van kansen en racismebestrijding (CGKR).
Na de federale verkiezingen van mei 1995 maakte ze haar debuut in de Kamer van volksvertegenwoordigers, waar ze van 1995 tot 1999 tevens VU-fractievoorzitster was. Eind 1999 was ze ondervoorzitter van de dioxinecommissie en van 1999 tot 2003 zetelde ze in de commissie Sociale Zaken. Van de Casteele bleef Kamerlid tot in mei 2003.
Toen de Volksunie in 2001 uit elkaar viel, schaarde Van de Casteele zich in het interne referendum van de partij achter de Toekomstgroep van Bert Anciaux, die opging in de sociaal-liberale partij Spirit. Van september 2001 tot juli 2002 was ze de eerste voorzitster van deze partij. Ze stapte toen op na de interne onrust die was ontstaan over de kartelvorming met de socialistische sp.a, die leidde tot het vertrek van kopstukken Patrik Vankrunkelsven, Vincent Van Quickenborne, Margriet Hermans en Sven Gatz naar de liberale VLD. Van de Casteele zelf kon zich evenmin vinden in het kartel sp.a-spirit en besloot begin 2003 ook de overstap naar de VLD te maken.
Voor de VLD zetelde Van de Casteele van mei 2003 tot juni 2007 als rechtstreeks gekozen senator in de Senaat. Ze behaalde dit zitje op de valreep met amper 25 stemmen meer dan gewezen Vlaams minister Jaak Gabriëls. Ze had 48.495 voorkeurstemmen en stond op de vijfde plaats. In de Senaat was zij van 2003 tot 2007 voorzitter van de commissie Sociale Zaken, van 2003 tot 2007 lid van de commissie Institutionele Aangelegenheden en van 2005 tot 2007 lid van de commissie Buitenlandse Betrekkingen en Landsverdediging. Eind 2006 kwam ze in de media door haar steun aan de klacht van Assuralia betreffende de aanvullende verzekeringen die de Belgische ziekenfondsen bieden.
In 2007 stelde ze zich niet opnieuw kandidaat, naar eigen zeggen omdat ze zich niet echt aanvaard voelde binnen de VLD, ontgoocheld was in de manier waarop aan politiek gedaan wordt en omdat het werk in de Senaat amper gewaardeerd werd. Sinds 5 juni van dat jaar mag ze zichzelf officier in de Leopoldsorde noemen. Ze is ook eresenator.
Na haar afscheid uit de nationale politiek ging Vande Casteele verschillende bestuursmandaten bekleden. Sinds 2007 is ze voorzitter van het Kenniscentrum Welzijn Wonen Zorg Brussel en van 2008 tot 2020 zetelde ze in de raad van bestuur van Curalia, een verzekeringsmaatschappij voor zorgverleners. Sinds 2015 is Van de Casteele voorzitter van de Vlaamse Kunstcollectie vzw en sinds 2017 lid van de raad van bestuur van Koninklijke Vlaamse Schouwburg.
In 2012 stond ze op een lokale lijst voor de gemeenteraadsverkiezingen Affligem.nu op de twaalfde plaats. Ze werd niet verkozen. Haar zoon Stijn Stassijns werd als lijsttrekker wel verkozen.
Ze is getrouwd met Dirk De Nul, van het baggerbedrijf Jan De Nul Group, en heeft twee zonen.